# Geum andicola
Geum andicola är en rosväxtart som först beskrevs av R. Phil., och fick sitt nu gällande namn av Karl Friedrich Carlos Federico Reiche. Geum andicola ingår i släktet nejlikrotsläktet, och familjen rosväxter. Inga underarter finns listade i Catalogue of Life.